# 威爾遜鎮區 (愛荷華州奧西歐拉縣)
威爾遜鎮區（英語：Wilson Township）是位於美國愛荷華州奧西歐拉縣的一個行政鎮區。

## 地方資料
根據2010年美國人口普查的數據，威爾遜鎮區的面積為71.35平方千米，當中陸地面積為71.35平方千米，而水域面積為0.00平方千米。當地共有人口172人，而人口密度為每平方千米2.41人。